# ルイ・ボナパルトのブリュメール18日

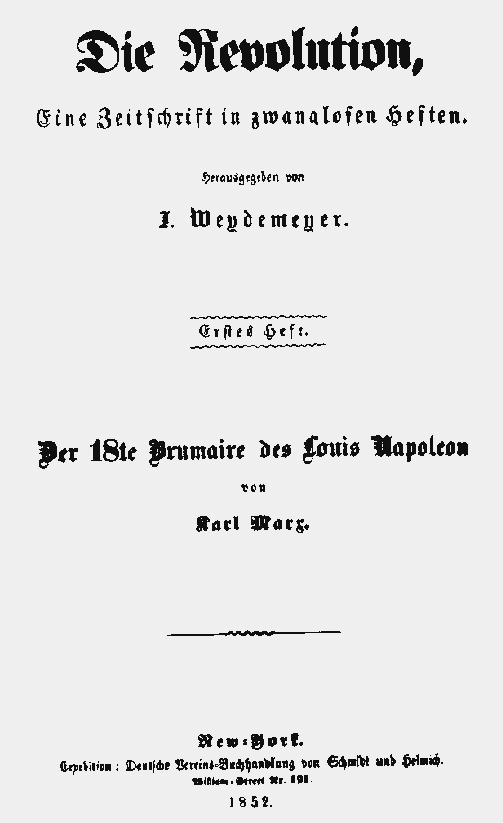
『ルイ・ボナパルトのブリュメール18日』は1852年に『革命』紙に掲載された。

『ルイ・ボナパルトのブリュメール18日』(ルイ・ボナパルトのブリュメール18にち、ドイツ語: Der 18te Brumaire des Louis Bonaparte）は、カール・マルクスの著書。1852年刊行。
本書『ルイ・ボナパルトのブリュメール18日』は、1848年の二月革命に始まるフランス第二共和政における諸階級の政治闘争がフランス皇帝ナポレオン3世のクーデターを成立させた過程について分析した評論で、「ボナパルティズム」という言葉を世の中に定着させた。

## 概説
フランス第二共和政の歴史は、自由民主主義が実現していく歴史であった。
二月革命によって成立した臨時政府は、成人男子選挙権にもとづく新選挙法を公布し、生存権・労働権・団結権などの市民的諸権利を承認したほか、言論の自由・出版の自由の保障を約束し、10時間労働制を導入して失業者を雇用する国立作業場の設置を決定した。
しかし、フランス第二共和政下の民主主義は保守派による批判と攻撃の中で勢力を弱めて、やがて、ルイ・ナポレオンの大統領当選と1851年クーデターによって、わずか3年9カ月という短命さでその歴史を閉じる。マルクスは唯物史観に基づいてフランスの革命と反革命の展開を考察し、フランス第二帝政成立の歴史的原因を解明した。

## 沿革
マルクスによる本書の執筆は、共産主義者同盟の古くからの同志であったジョゼフ・ヴァイデマイヤーから、1851年12月2日のクーデターに関してニューヨークで発行を計画中の週刊誌への寄稿を求められたことに起因する。ヴァイデマイヤーはマルクスと同い年の友人で、プロイセン軍の士官であり、ジャーナリストであった。1846年にブリュッセルで設立された共産主義通信委員会に参加し、正義者同盟から改称した共産主義者同盟にも参加した。1848年革命に参加し、翌年49年『新ドイツ新聞』の編集者となった。1851年にアメリカに亡命した後は新雑誌『革命（ディ・レヴォルティオーン）』(独: Die Revolution)の創刊を目指して活動し、マルクスに論文の寄稿を依頼した。12月16日、マルクスはマンチェスターにいたエンゲルスに相談を持ちかけたところ、エンゲルスから論文を執筆してみてはどうかという提案がなされた。そのときの手紙でエンゲルスは次のように語っている。
マルクスはエンゲルスの助言で早速執筆に取り掛かり、12月19日、ヴァイデマイヤーに第一章を送付することを約束した。この約束は病気のために果たされなかったが、明けて1月1日に最初の原稿が、2月13日に続きが送られた。その間、ヴァイデマイヤーの週刊誌発刊の計画は資金面の障害により挫折していたが、マルクスは諦めずに執筆を続け、三月中で全部の原稿が送られた。5月、ヴァイデマイヤーの不定期雑誌『革命』第一号に『ルイ・ボナパルトのブリュメール18日』として公表されたのである。

## 本書の内容

### 基調となる歴史認識
本書の扱っている時期は1848年の二月革命から1851年12月2日のクーデターまでを内容としているが、これは1850年3月までの時期を扱った『フランスにおける階級闘争』も同時期を扱っており、共に1848年革命とその帰結に関するマルクスの歴史観を読み取ることができる。この両著は、階級闘争史観を下敷きに革命後の政治過程に評論を加えるという基本性格を共有しているため内容上の差異はない。ただし、『階級闘争』では先に待ち受けているであろう展望を見据えた見解が提示されている。これに対して『ブリュメール18日』の場合はルイ・ナポレオンのクーデターという革命の結末部分を目撃して執筆されているという意味で「歴史の皮肉性」を強調したものとなった。
本書は非常に有名な言葉に始まる。
とりわけ、冒頭部分が注目に値する。
「偉大な悲劇」が、1799年11月9日（共和暦8年霧月18日）、ナポレオン・ボナパルトがフランス革命をクーデターで流産させたことを意味しており、「みじめな笑劇」が、その甥のルイ・ボナパルトが、第二共和制の下で民主的に大統領に選出されながら、同じく1851年12月2日にクーデターで共和制を流産させ、大統領権限を大幅に強化した新憲法を制定して独裁体制を樹立し、翌年には国民投票を経て皇帝に即位し第二帝政を樹立して、ナポレオン3世と自らを称したことを意味している。この二つの事件は相互に直接的には関係ないが、マルクスの目から見れば、クーデタで共和政を崩壊させた点では伯父と甥とは歴史的に同じ役割を果たしたことになるから、「ルイ・ボナパルトのブリュメール18日」という表現には「大きな皮肉」が込められていることになる。
冒頭に続く部分からは「歴史は繰り返す」という点を元に、過去の歴史的状況を対比させることにはルイ・ナポレオンのクーデターを「戯画」として読者に印象付けようとするマルクスの意図が込められている。マルクスは、二つの革命に登場した共和派と反動勢力の相克はフランス革命をなぞったものと理解し、革命の歴史的成果を矮小化させたと批判した。
さらに、諸勢力を率いる指導者たちを歴史という舞台で過去の台本を演じるコミカルなキャラクターとして描写しようとした。マルクスは革命の矮小化と同時にナポレオンに対しても矮小化が生じたことを感じ取り、「彼ら（フランス国民）は昔のナポレオンのマンガ版を手に入れただけでなく、19世紀半ばにはそう見えるに違いないのだが、昔のナポレオン自身をマンガにしてしまった」と語った。こうした歴史の結果に第一帝政を模倣し平凡化した第二帝政が始動したと描写している。
マルクスは第2版へのマルクスの序文の中でこの著作の特徴を、クーデターを青天の霹靂というべき不意打ちだったと語ったヴィクトル・ユゴーの『小ナポレオン』と二月革命から生じた歴史的な不可避の帰結であったと指摘するプルードンの『クーデタ』とを比較して、「私が証明しているのは逆であって、フランスにおける階級闘争というものが事態や情況を作り出して、そのおかげで、平凡で馬鹿げた一人物が主役を演じることができるようになったということなのだ。」と述べている。マルクスは、1851年12月2日のクーデターがナポレオン・ボナパルトのクーデタの時とは異なり、ルイ・ボナパルトの能力や実力によって可能になったのではなく、フランスにおける階級闘争の激化が左右両翼の諸党派を共倒れさせ、結果的にルイ・ナポレオンの台頭とその後のクーデターを可能にしたという点を示そうとした。
また、上記マルクスの叙述の後半部分からは、歴史における社会的条件づけの優位性を示唆している。革命の歴史の記憶が強く作用してクーデターを可能にさせたのだと考え、ナポレオンのクーデターをフランスの革命史の伝統が創り出した事件であると見ていることが読み取れる。クーデターは個人的な自由意志による行動としてではなく、階級闘争の激化、革命の前途への漠然とした不安感が人々を捕え、かつて存在した第一帝政への軌跡についての追憶から自由の放棄と独裁への転落という道を歩ませたのだと指摘している。

## 日本語訳
「ルイ・ボナパルトのブリュメール18日」
- 伊藤新一・北条元一訳　岩波文庫、1954年。度々重版、旧字での漢字表記
- 村田陽一訳、大月書店・国民文庫、1971年
- 植村邦彦訳、柄谷行人解説、太田出版、1996年／平凡社ライブラリー、2008年
- 横張誠訳、「マルクス・コレクションⅢ」筑摩書房、2005年
- 市橋秀泰訳、新日本出版社：科学的社会主義の古典選書、2014年
- 丘沢静也訳、講談社学術文庫、2020年